# Sociedad Deportiva Amorebieta
A Sociedad Deportiva Amorebieta é um time de futebol espanhol sediado em Amorebieta-Etxano, no País Basco. Fundado em 1925, joga atualmente na Primera Federación, realizando jogos em casa no Campo Municipal de Urritxe, com capacidade para 3.000 espectadores (1.300 sentados).

## História
Amorebieta foi fundada em 1925 após a dissolução da Sociedad Deportiva Beti-Arin (fundada em 2 de dezembro de 1923). O clube Zornotzarra, ao lado de outros 21 clubes da Biscaia, ingressou na Federação de Futebol da Biscaia.
Na temporada 1926–27, o clube fez uma excelente campanha em seu segundo ano competitivo. Teve como principal rival o FBC Durango, que terminou na primeira posição após uma partida de desempate, após ambas as equipes somarem 14 pontos na temporada. Apesar de terminar em segundo lugar, a Amorebieta conquistou a primeira promoção da sua história, subindo um degrau na categoria do Regional da Biscaia para disputar, no ano seguinte, a divisão Preferente C.
Em 1962–63, Amorebieta jogou nas semifinais do Campeonato Espanhol Amador  contra o time da fazenda do Real Madrid, perdendo por 0–2 em Vallecas e conseguindo um empate por 2–2 na segunda mão, sendo assim eliminado.
Dezoito anos depois, o time terminou em segundo lugar no Preferente, e jogou em um play-off de promoção contra o Mondragón CF, que venceu por 4–3 na primeira mão; no entanto, um triunfo em casa por 2 a 0 na segunda partida promoveu, pela segunda vez em sua história, o clube à quarta divisão, onde permaneceu pelas três décadas seguintes.
Em 29 de maio de 2011, o Amorebieta foi promovido pela primeira vez à Segunda Divisão B após vencer o CD Manacor nos play-offs da Tercera División de 2011. Em sua primeira temporada na terceira divisão, o clube terminou na quarta posição do Grupo 2 e se classificou para os play-offs de promoção, mas foi eliminado na primeira fase pelo Balompédica Linense. Na temporada 2017-18, o Amorebieta terminou na 14ª posição na Segunda Divisão B, Grupo 2. A campanha seguinte de 2018-19 foi mais bem-sucedida, com o clube terminando em oitavo.
Em 22 de maio de 2021, o Amorebieta foi promovido à Segunda Divisão pela primeira vez ao derrotar o Badajoz na última rodada dos play-offs de promoção. Imediatamente eles enfrentaram seu primeiro problema de onde jogar, já que seu campo básico de Urritxe não atendia aos requisitos por várias medidas e seria proibitivo para atualizar, e nenhuma das opções possíveis, incluindo Ipurua em Eibar e Lezama fora de Bilbao , foi uma solução ideal. No dia 17 de junho, o clube chegou a um acordo com o Athletic para a utilização do campo 2 do Lezama, após aprovação da LFP . Em 21 de maio de 2022, Amorebieta foi rebaixado para a terceira divisão após apenas uma temporada na segunda divisão. Em 27 de maio de 2023, o Amorebieta voltou à segunda divisão.

## Títulos
- Primera Federación: 2022–23